# ジョーンズタウン
ジョーンズタウン（英語: Jonestown）は、アメリカ合衆国のキリスト教系新宗教（カルト）・人民寺院（英語: Peoples Temple）によってガイアナ北部に開拓・設立された町（コミューン）。正式名称は、ピープルズ・テンプル・アグリカルチュラル・プロジェクト（英語: Peoples Temple Agricultural Project、人民寺院農業計画）であり、ジョーンズタウンは通称である。1978年11月18日、この人里離れたコミューンで計918人が集団自殺を決行したことで世界的に著名になった。後にこの開拓地の名前は、このコミューンで起こった惨劇そのものを示すこととなった。
人民寺院教祖のジム・ジョーンズが『革命的自殺』と呼んだこの集団自殺で、多くの信者はシアン化物中毒で死亡している。また、集団自殺前に行われた一部信者へのジョーンズの説法とその後の集団自殺の様子がオーディオ・テープに残されている。この集団自殺の前には、ポート・カイトゥマの空港滑走路で人民寺院信者によって、アメリカ合衆国下院議員のレオ・ライアンを代表とする代表団5名が殺害される事件が起きている。さらに、ジョーンズからの指令によって、ガイアナの首都ジョージタウンの人民寺院支部で信者4名が自殺している。
この惨劇は、一般的には集団自殺と見なされているが、その一方で生還者達を含む多くの情報源においては、むしろ大量殺人と考えられている。信者達は強制されて服毒自殺したともされており、服毒自殺した信者の3割強である304人が未成年であった。この集団自殺は、現代における同様の惨劇の中でも最大規模のものであり、2001年9月11日にアメリカ同時多発テロ事件が発生するまで、アメリカ合衆国民の故殺において最多の被害者数を出した事件であった。近年では、ジョーンズタウンの殺戮は、いくつかの陰謀論の主題となっている（ジョーンズタウンに関する陰謀論）。
ジョーンズタウンは集団自殺によって崩壊し、跡地も放棄された。集団自殺後に再利用が試みられた時期もあったが、火災によってそれも短期間で断念され、現在では元のジャングルへと戻っている。

## 起源

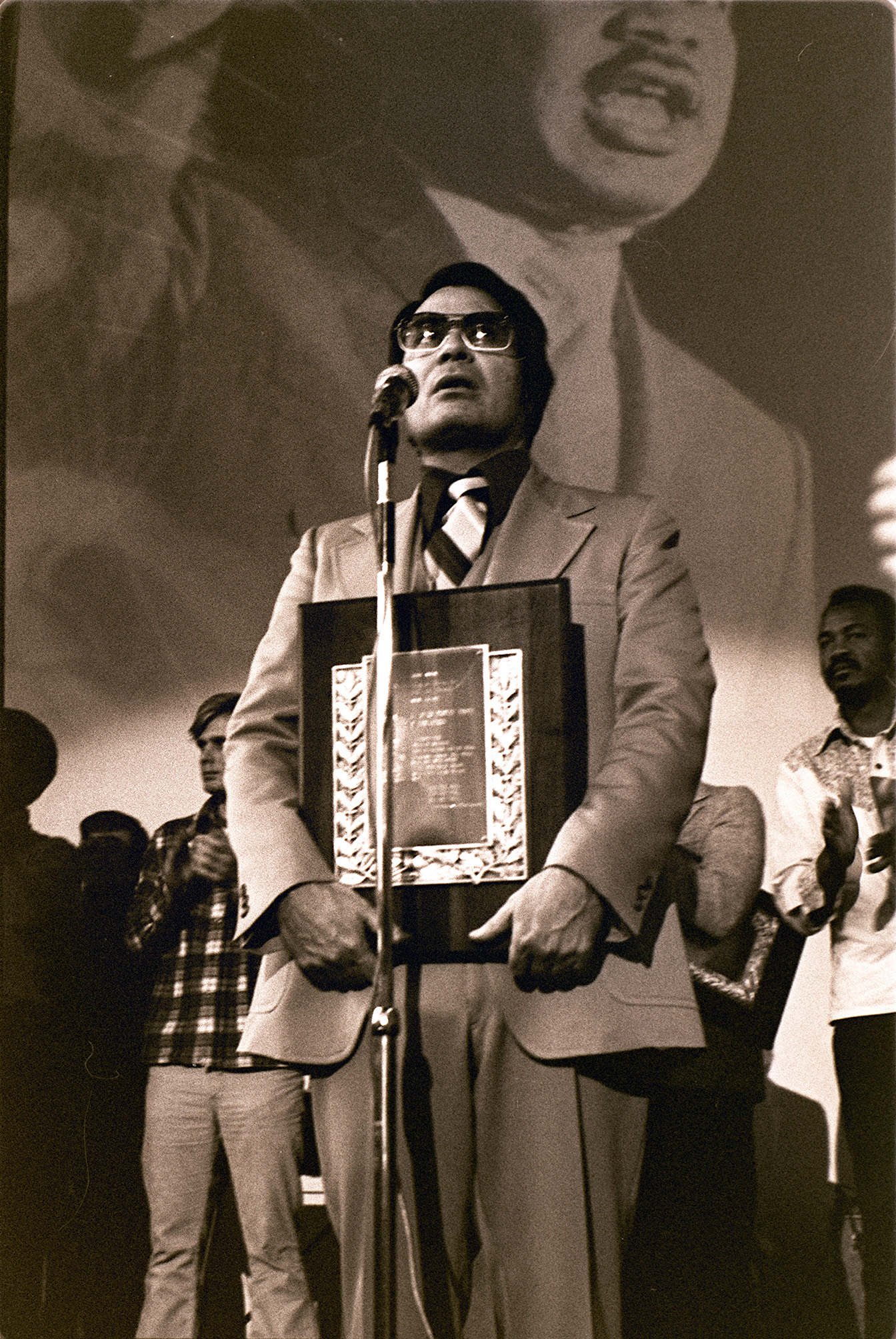
人民寺院教祖・ジム・ジョーンズ

人民寺院は1955年にアメリカ合衆国インディアナ州マリオン郡インディアナポリスで設立された。人民寺院のルーツと教義は、聖書教会やキリスト教信仰復興運動にあるが、それに加えてマルクス主義を融合した『使徒社会主義』と呼ばれるものを実践しようとした。その中で、人民寺院は「宗教の阿片に陥っている人々は、教化 - 社会主義化しなければならない」と説いた。1960年代初期に、ジョーンズはブラジルでの人民寺院支部設立の途中でガイアナ（当時は英領ギアナ）に立ち寄っている。
ジョーンズが人種的差別廃止思想についてインディアナ州で相当な非難を浴びるようになった後、1965年に人民寺院は本部をカリフォルニア州レッドウッドバレーに移転した。1970年代初期になると、人民寺院はカリフォルニア州内、ロサンゼルスやサンフランシスコに複数の支部を持つようになった。1970年代中盤になると人民寺院は本部をサンフランシスコへと移転させた。
サンフランシスコへの本部移転に伴って、人民寺院は政治家との結びつきを強めていった。1975年のサンフランシスコ市長選において、人民寺院がジョージ・モスコーニの当選に深く関与していたと判明し、モスコーニはジョーンズをサンフランシスコ住宅公社委員会の委員長に指名した。カルト教団の教祖とされる多くの人物とは異なり、この時期のジョーンズは公的な補助を受けたり、アメリカ合衆国の有力政治家たちにパイプを持つなど栄華を極めている。1976年9月には、ジョーンズの栄誉を称えた大規模な授与パーティーに、カリフォルニア州知事のジェリー・ブラウンやカリフォルニア州副知事のマーヴィン・M・ダイマリー、カリフォルニア州議会議員のウィリー・ブラウンといった面々が参加している。

## 設立

### ガイアナの開拓と設立
1972年から1973年にかけて、レスター・キンソルヴィングによる教団の致命傷になりかねない告発記事が出版され、加えてギャング・オヴ・エイトと呼ばれた8人の教団信者の脱退と告発があった。ジョーンズと人民寺院メンバーのティム・ストーンは、警察やマスメディアからの弾圧に対する「即時対応」策を準備した。この計画では様々な案が検討されており、その中ではカナダへの逃走や、バルバドスやトリニダード島の様な地での『カリブ地方の伝道組織』（Caribbean missionary post）として逃亡するといった案も検討されていた。この『カリブ地方の伝道組織』を置く国として、人民寺院はその国の経済とアメリカ合衆国との犯罪人引渡し条約を調査し、短期間の内にガイアナを選定した。1973年10月には、人民寺院の指導者達はガイアナで農業計画を実行することを決定した。
ある部分では、人民寺院は自身の平等主義的政治姿勢のためにガイアナを選んだとされ、選定を行っている最中に更に左翼傾向を強めたとされる。人民寺院元信者のティム・カーターは、ガイアナを選んだ理由について、アメリカ合衆国政府の人種主義と多国籍企業による支配という人民寺院側の見解を挙げている。カーターによれば、ガイアナは圧倒的に先住民人口が多く、かつ卓越した黒人の指導者がいる英語を話す社会主義的国家であり、人民寺院の黒人信者が平和な生活を送れる場所であると結論付けられたとされる。後にガイアナ首相のフォーブス・バーナムは、ジョーンズはおそらく「社会主義の確立のための基礎として協同組合を利用し、おそらく彼のコミューンを設立するというアイデアと協同組合を調和させたかったのだろう。」と述べている。またジョーンズはガイアナが貧しい小国ながら独立性が高いため、簡単に影響力と公的な庇護を手に入れることが出来る国であると考えていた。
1974年に、ジョーンズと人民寺院はガイアナの役人と共にガイアナ北西部へと訪問を行った後、ガイアナの首都・ジョージタウンの西150マイル (240 km)の場所にある熱帯雨林の土地、3,800エーカー（15.4km2）を借り受ける協定を結んだ。この場所は孤立した場所な上、ガイアナの標準的な土地と比較しても痩せた土地であった。更に最も近い水源まではぬかるんだ道を7マイル(11km)も移動しなければならなかった。加えて、ジョーンズタウンの立地はベネズエラとの国境紛争を抱えている場所から遠くない場所であり、当時のガイアナ政府には、アメリカ国民（教団信者）入植者の存在がベネズエラによる軍事侵攻を抑止する役に立つという期待もあった。

### 集団移住前
当初約500人の信者達がジョーンズタウンの開拓を開始し始めたが、人民寺院は更なる移住を推し進め、これをピープルズ・テンプル・アグリカルチュラル・プロジェクト（英語: Peoples Temple Agricultural Project、人民寺院農業計画）と名付けた。ジョーンズはジョーンズタウンを「社会主義者の楽園」、及びマスメディアの監視に対する「聖域」であると見做していた。1976年、ガイアナは1974年4月に協定を結んだガイアナの北西部の3000エーカーを超える土地の貸与を遂に承認した。その土地には、後にジョーンズタウンが築かれることになる。
1974年、ガイアナ政府高官は人民寺院が輸入する一定の物品について、「免税」を受ける権利を認めた。後にこの免税は、結果的に人民寺院の火器及び麻薬のガイアナへの密輸を、ガイアナの税関を通った上で安全に行うことが出来るように補助することとなった。ガイアナにやってきた比較的大規模な移住者は、地域住民に数で勝り、ガイアナ政府の小規模ながら厳格な移民受け入れ体制を圧倒した。ジョーンズは、ガイアナが人民寺院信者の大規模な移住を許可するという約束を取り付けるまでに至った。そのために、彼は人民寺院信者は「才能豊かで革新的」であると明言した上、500,000ドルが入っているとする封筒を見せつけたり、ガイアナに対して教団の資産のほとんどを投資するとまで述べた 。ガイアナの移民手続きは、人民寺院信者の離反者を抑制し、加えて人民寺院敵対者のビザ発給をも抑制していた。
ジョーンズは、ジョーンズタウン開拓について、博愛的な社会主義コミュニティの建設を理由として挙げており、「私は、我々が最も純粋な社会主義者であると信じている」と述べている。ジョーンズの妻のマルセリーヌは、ジョーンズタウンについて「社会主義、経済全体、人種、社会の平等のために人生を捧げた場所。私たちは、ここで個人というよりも人々のグループとして生活している」と述べている。ジョーンズは規範となるコミュニティの建造を望んでおり、バーナムについて「我々についてこの上なく熱心に称賛してくれた。我々の成し遂げようとしている、この素晴らしい事業、この計画、社会主義の規範をだ」と主張した。ジョーンズは、事前に許可を得ない限り、信者がジョーンズタウンを離れることを許さなかった。
人民寺院は、ガイアナの首都・ジョージタウンに事務所を設立し、バーナムらガイアナの高官達と幾度となく会議を行った。1976年、人民寺院信者のマイケル・プロークスがバーナムに対して、他の「アメリカ合衆国高官」と同等の位を与えるように要望した。ジョーンズはマーヴィン・M・ダイマリーと共にバーナム、ガイアナ外務大臣フレッド・ウィリスに面会するためにガイアナを訪れた。この際の会談で、ダイマリーは社会主義国家であるガイアナがアメリカ合衆国との関係を持続したいというメッセージをアメリカ合衆国国務省に伝えることに同意した。ダイマリーは、この会談でのバーナムへの書簡で、ジョーンズを「最も優れた人物の一人」と明言しており、加えてダイマリーはジョーンズタウンを訪れて「猛烈に感動した」とも述べている。
人民寺院信者達は、バーナムの人民国民会議改革（PNC）に対する忠誠を何度となく強調していた。信者の1人、パウラ・アダムスは、ガイアナのアメリカ大使ローレンス・ボニー・マンと恋愛関係になっていた。ジョーンズは、ジョーンズタウンの大義のために全てを捧げる「広報女性」と呼ぶ女性信者達のことを自慢していた。ガイアナ首相バーナムの妻であるヴィオラ・バーナムもまた人民寺院の強力な擁護者であった。
後にバーナムは、ガイアナは人民寺院がモスコーニ、モンデール、そしてロザリン・カーターの身分保障の下、活動することを認めたと明言した。同時にバーナムによれば、1977年9月のトリホス＝カーター条約調印に際して、ガイアナ代表のプトレミー・レイドがワシントンD.C.を訪れた際、モンデールが「ジムはどうしてる?」とレイドに訪ねたという。これはモンデールがジョーンズの近況について、個人的興味を持っていることを示唆していた。

### 捜査と集団移住

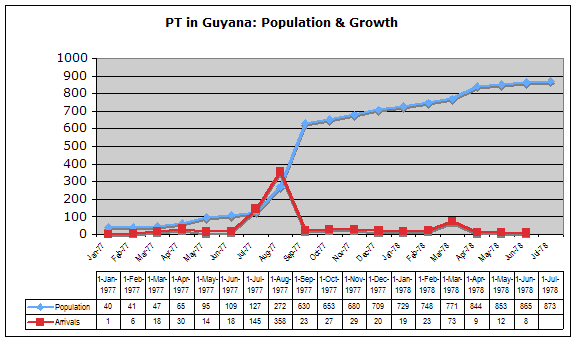
ジョーンズタウンの人口推移

1977年夏、ジョーンズと人民寺院信者数百人が、サンフランシスコのマスメディアによる捜査によって徐々に強まる圧力から逃れる形でジョーンズタウンへと移住してきた。更に、マーシャル・キルダフによって書かれた、元人民寺院信者による人民寺院の虐待の詳細を告発した記事がニュー・ウェスト誌に掲載されたが、同誌の編集者が出版に先んじてジョーンズに記事の内容を伝えたため、ジョーンズはその日のうちにジョーンズタウンへと移住した。この大規模な移住の後、ジョーンズタウンは過密状態となった。ジョーンズタウンの人口は1978年にピークを迎え、1000人弱の人口があった。

### 集団移住後の生活
人民寺院の信者の多くは、ジョーンズタウンがジョーンズが約束したような楽園、ユートピアであると信じていた。しかしながら、ジョーンズが移住してくるとジョーンズタウンの生活は大きく変わってしまう。最初期の移住者達は、ジョージタウンよりもたらされる娯楽映画を楽しんでいたというが、ジョーンズが移住してきてからはソビエト連邦のプロパガンダ映画や、アメリカの社会問題を描いたドキュメンタリー映画ばかりが優遇されるようになってしまい、娯楽映画はほとんど上映されることが無くなった。ジョーンズの移住後の官僚的な要求によって、労働力は他の要件に割かれることとなった。建築物は荒野に崩れ落ち、雑草の侵食が激しかった。学校の授業や大人たちへの夜間授業は、ジョーンズによる革命と大敵に対する講義に様変わりし、その中ではソビエト連邦の同盟、ジョーンズの危機、そして人民寺院を脱退して敵対姿勢を鮮明にしていたティム・ストーンが送り込んだという「傭兵達」（mercenaries）の噂に焦点が当てられていた。
最初の数か月間は、人民寺院の信者達は週6日、間に昼食の1時間を含んで朝6時30分から夜6時まで働いていた。1978年中頃にジム・ジョーンズの健康状態が悪化し、ジョーンズの妻がジョーンズタウン運営の主導権を握るようになると、週5日、1日8時間の労働と改められた。1日の仕事が終わった後、人民寺院の信者達はパビリオンで社会主義の授業を含む様々な活動を数時間行っていた。ジョーンズは、この信者達のスケジュールと北朝鮮の8時間の労働と8時間の勉強と行わせるシステムとを比較していた。同時にこれは、徐々に信者達を北朝鮮や毛沢東の中国を手本にした精巧なマインドコントロール、行動変容に適合させるためのものであった。ジョーンズは、ラジオ・モスクワやラジオ・ハバナ・キューバの番組を含む、ニュースやコメンタリーを読み聴きしており、中ソ対立の最中には中国よりもソ連側を支持していることで知られていた。
時事問題についての「議論」は多くの場合、ジョーンズが信者に対してニュースの含意や解釈を問い詰めたり、ジョーンズ自身が特定の出来事をどう「読む」べきかについて長々と支離滅裂な演説を行ったりという形になった。ソビエト連邦のドキュメンタリーに加えて、『パララックス・ビュー』、『ジャッカルの日』、『戒厳令』や『Z』といった政治的スリラー映画が繰り返し上映され、ジョーンズによって細かい分析がなされた。コミューンの会議の記録には、これらの映画を面白がらなかったり、ジョーンズが映画によって伝えようとしたメッセージを理解できなかった出席者が一人でもいた際、激怒し落胆するジョーンズの姿が残されている。映画や録画されたテレビ番組については、その内容が無害だったり表面上は政治的中立であったとしても、人民寺院の職員が同席して正しい「解釈」を示す場合にのみ視聴が許された。これは、西側諸国の映像に対しては常に資本主義プロパガンダ（と見られるもの）への痛烈な批判がなされ、そして共産主義国からもたらされる映像ではそのマルクス・レーニン主義的メッセージに焦点が当てられ、賞賛がなされていることを意味していた。
ジョーンズのニュース記事朗読の場面は録音されており、ジョーンズタウンの塔に設置されたスピーカーから、全ての信者達が聴くことが出来る様に、昼夜を問わず絶えず放送されていた。ジョーンズのニュース朗読は、常にアメリカ合衆国を「資本主義国家」で「帝国主義国家」という悪役として描写し、その一方で金日成や、ロバート・ムガベ、そしてヨシフ・スターリンといった「共産主義」指導者たちを肯定的に描写した。
ジョーンズタウンにおける外界との主な通信手段は短波放送であった。サンフランシスコとジョージタウンとの音声による通信の全ては、この放送をもって行われていた。この通信によって、人民寺院の秘匿されたビジネスのやり取りがなされていた。アメリカ合衆国連邦通信委員会は、技術的な違反を指摘しており、加えて商業的な目的でアマチュア無線の周波数を使用していることも記録されている。短波放送がジョーンズタウンにおける郵便以外の唯一の通信手段であったため、通信免許を剥奪するという連邦通信委員会の脅しは、人民寺院側ではジョーンズタウンの存在を脅かすものと捉えられた。
痩せた土地に建設されたことから、ジョーンズタウンでは完全な自給自足を行うことが難しく、小麦等の食料品を大量に輸入しなければならなかった。人民寺院の信者達は、ヤシの一種であるマニカリア・サッキフェラから作られた壁で仕切られた小さな共同住宅で生活していた。食生活は、伝えられることによれば、米、豆、青物野菜で構成され、たまに肉やソース、卵が添えられる程度のものであった。1978年末の時点で、推計2600万米ドルもの資産を持っていたにも関わらず、ジョーンズは、小さな共同住宅に居住していた。ただし、ジョーンズの住む住宅には、他の共同住宅よりも少ない人数しかいなかった。伝えられるところでは、ジョーンズの住宅には小さな冷蔵庫が備え付けられており、時々、卵、肉、果物、野菜、そしてソフトドリンクが収められていた。下痢や高熱の様な医療問題は、1978年2月には、ジョーンズタウンの半数に及んでいた。
ジョーンズタウンには、専用の刑務所も死刑制度もなかったが、重大な規律的問題があると判断された信者に対しては、様々な刑罰が科せられた。その中には、6×4×3フィート（1.8×1.2×0.9メートル）の合板製箱への監禁や、子供を井戸の底で一夜過ごさせ、時には逆さ吊りの状態にすることもあったという。「拷問の穴」や殴打は地元のガイアナ人の間で噂の題材となった。ジョーンズタウンから逃亡しようとした信者達に対しては、クロルプロマジン、チオペンタール、抱水クロラール、ペチジンやジアゼパムが、「長期治療室」で投与された。更には、武装した警備員が、ジョーンズタウンのルールを強いるために昼夜を問わずパトロールしていた。
子供たちは、通常は共同体へと移譲されており、時々、夜間の短時間だけ本当の両親と会うことを許された。ジョーンズは、大人と子供の双方から"父"（FatherまたはDad）と呼ばれていた。ジョーンズタウンには育児所が設置されており、そこでは33人の赤ん坊が生まれている。
月に6万5千ドルを超える福祉費が、アメリカ合衆国政府機関から人民寺院を通してジョーンズタウン住民に支払われていた。1978年、ジョージタウンのアメリカ合衆国在ガイアナ大使館の職員は、何度か機会を作って社会保障受給者に対してこの支給方法が意思に反していないかどうか意見聴取を行った。しかし意見聴取された75人の信者の中には、大使館による聴取で、「監禁されており、人民寺院を通した社会保障費の支給を強制的に同意させられた」とか、「ジョーンズタウンを離れたい」と証言したものはいなかった。

### 人口統計
ジョーンズタウンの人口の約7割が黒人から構成されていた。またジョーンズタウン住人の45%が黒人女性であった。

## ライアン来訪前の出来事

### 白い夜のリハーサル
ジョーンズは人民寺院の信者達にジョーンズタウンの安全について折に触れて語っていた。その中には、CIAや他の情報機関が「資本主義者の豚」とともに共謀してジョーンズタウンを破壊し、住民を傷つけようとしているという内容のものもあった。勤めを終えた後、非常事態が発生した際のために、人民寺院は時々、ジョーンズが「白い夜」 (英語: White Nights)と呼ぶものを先導した。これらの中では、ジョーンズは信者達に4つの選択肢を与えた。それは、「ソビエト連邦へ逃亡する」、「革命的自殺」 (英語: revolutionary suicide)、「ジョーンズタウンに留まり襲撃者たちと戦う」、そして「ジャングルに逃げ込む」というものであった。
少なくとも2回の白い夜では、「革命的自殺」が選択され、集団自殺のリハーサルが行われた。人民寺院の離反者であったデボラ・レイトン (英語: Deborah Layton)は、宣誓供述書の中で以下のように述べている。
子供たちを含む全員が一直線に並ばされました。私たちには列の順に赤い液体が入れられた小さなグラスが手渡されたのです。この液体は毒物であり、45分以内に死ぬことが出来ると説明されました。私たちは皆、言われたようにしました。その時が、私たちが死ぬ時が来たのだと思った時、教祖ジョーンズは、この毒は偽物で、これは忠誠度を測るテストであったと説明しました。そして彼は、我々が自分自身の手で死ぬ必要に迫られる時まで、さほど時間は無いとも警告していました。
1976年にジョーンズが宝石商の資格を得て、化学薬品の購入を行えるようになった後、人民寺院では表面上は金の清掃をするためという名目で、1か月あたり0.5ポンドのシアン化物を購入していた。1978年5月、人民寺院の医師が、豚とヒトの代謝機構が似通っていることからジョーンズタウンで飼育している豚に対してシアン化物を与えるテストの許可を願い出たという内容のメモを書いている。

### ストーン保護論争
1977年9月、人民寺院元信者のティム・ストーンとグレース・ストーンは、ジョージタウンの裁判所で、夫妻の5歳になる息子ジョンを夫妻の元に戻さない理由の開示を人民寺院側に求める裁判を行った。数日後、当局によってジョンを保護するという命令が発効された。ジョンをストーン夫妻の元へ返さないことが、法廷侮辱になるという恐怖がきっかけとなり、ジョーンズは自分自身を狙う偽の狙撃兵を仕込ませ、白い夜の第一弾となる「6日包囲作戦」 (英語: Six Days Siege)を開始した。この包囲作戦の間、ジョーンズは人民寺院の信者達に、外部からの攻撃について語り、奴らはジョーンズタウンの周囲に銃やマチェテで武装して潜伏しているとも述べていた。この大集会の最中、アンジェラ・デイヴィスやヒューイ・P・ニュートンといった黒人活動家が無線を通じてジョーンズタウンの群集に「陰謀」に対して強くあるべきだと促すという、シュールな光景も見られた。ジョーンズは、「この嫌がらせや亡命から逃れ自由とならない限り、我々は死ぬしかないのだ」とラジオ放送を行っている。最終的に、ガイアナ次官のレイドがマルセリーヌ・ジョーンズに、ガイアナ国防軍はジョーンズタウンに侵略することなどないと保障を行った。

### 再移住の模索
6日包囲作戦の後、ジョーンズはもはやガイアナを信頼できるなどとは思っていなかった。ジョーンズは信者達に、10を超える海外政府に対して、人民寺院信者の移住に関係する移民規定について問い合わせ文書を書かせた。ジョーンズは更に、アメリカ合衆国政府に対して、北朝鮮と中ア対立の最中にあったアルバニアについて問い合わせを行う文書を書いている。ジョージタウンでは、人民寺院とソビエト連邦、北朝鮮、ユーゴスラビア、キューバの各大使館とで定期的に会議を行っている。ソビエト大使館との交渉においては、ソビエト連邦への再移住の様な広範囲な議論が行われていた。人民寺院側は、ソビエト連邦内で人民寺院信者が定住することの可能な場所を議論する提案書も作成している。シャロン・エイモス、マイケル・プロークス、マシュー・ブラント、ティモシー・リーガン、そして他の人民寺院信者達は、「ガイアナ・朝鮮友好協会」 (英語: Guyana-Korea Friendship Society)において活発に活動を行った。その中には、金日成の革命構想に関する2つのセミナーのスポンサーとしての活動も含まれる。
1978年10月2日、ソビエト連邦高官のフョードル・ティモフェイェフ（ロシア語: Фёдор Тимофеев, ラテン文字転写: Fyodor Timofeyev）がジョーンズタウンに2日間滞在し、スピーチも行った。ジョーンズは、ティモフェイェフのスピーチの前に次のように述べている。「何年にもわたって、我々は非常に強いシンパシーを表明してきた。要するに、アメリカ合衆国政府は我々の母ではなく、ソビエト連邦こそが我々の精神的母国なのだ。」ティモフェイェフはスピーチの中で、ソビエト連邦政府は「我々の最も深く、最も誠実な挨拶を、ガイアナで初めて、そして世界中で初めての、アメリカ合衆国の社会主義・共産主義コミュニティの人々に贈る」と述べた。これら二つのスピーチは、ジョーンズタウンの群衆からの歓声と拍手喝采に迎えられた。この来訪の後、人民寺院の信者達は、ほぼ毎週のようにティモフェイェフとソビエトへの再移住の可能性について議論するようになった。

### 憂慮親族
一方で、1977年後半から1978年初頭の間、ティム・ストーンとグレース・ストーンは、人民寺院離反者のジャーニー・ミルズの家で、他のジョーンズタウン居住者の関係者との会合に参加した。併せて、彼らは彼ら自身のことを「憂慮親族」 (英語: Concerned Relatives)と呼んだ。ティム・ストーンは、アメリカ合衆国国務長官とガイアナ政府へのキャンペーンレターを作成した。加えて、捜査を試みるためにワシントンD.C.へと赴いた。1978年1月、ストーンはアメリカ合衆国議会への白書を書いている。この中では、彼は自身の不満について記述するとともに議員達がガイアナ首相・バーナムへ文書を書くことを希望する旨を記載していた。91人の議員たちが、この様な書簡を書いており、その議員の中にレオ・ライアンも含まれていた。
1978年2月17日、ジョーンズはサンフランシスコ・エグザミナーの記者ティム・ライターマンとのインタビュー記事を提出した。ライターマンのストーンの保護裁判に関する次の記事は、人民寺院による訴訟の脅威を引き起こした。この反響は、人民寺院の評判に大きな脅威となった。そして、かつて人民寺院を「右翼の復讐者」の犠牲者であるとして支持していた人たちをより懐疑的にした。しかしながら、それでも忠実な人々がいた。ライターマンの書籍が発売された後、サンフランシスコ監理委員会のメンバーで、人民寺院支持者のハーヴェイ・ミルクは、当時のアメリカ合衆国大統領・ジミー・カーターに対して、ジョーンズを「最高の品位を持つ人物」であると擁護する手紙を送っている。更にミルクはこの中で、人民寺院脱退者が、「あからさまで厚顔無恥な嘘」を使って「教祖ジョーンズの評判にダメージを与え」ようとしていると非難している。
1978年4月11日、憂慮親族達は「教祖ジェームス・ウォーレン・ジョーンズによる人権蹂躙の告発」 (英語: Accusation of Human Rights Violations by Rev. James Warren Jones)と題された文書集を、人民寺院やマスコミ関係者、アメリカ合衆国議員たちに配布し始めた。この中には、手紙に加えて宣誓供述書も含まれていた。1978年6月、レイトンはこの団体に、人民寺院による犯罪とジョーンズタウンの悲惨な生活実態を詳細に告発した宣誓供述書を提供した。
ティム・ストーンは、ジョーンズと他の人民寺院信者に対する民事訴訟を起こし、1978年5月から6月にかけて闘った。ストーンは3人の憂慮親族のメンバーを代表しており、合計で5600万ドルを超える損害賠償を請求した。チャールズ・R・ゲイリーを代表とする人民寺院側は、ストーンに対して1億5000万ドルもの損害賠償請求を1978年7月10日に起こしている。

### 陰謀主義
1978年の夏の間、ジョーンズはマーク・レーンとドナルド・フリードの法律事務を探し求めた。双方ともケネディ暗殺陰謀論者であり、アメリカ合衆国情報機関による人民寺院への「壮大な陰謀」を証明する手助けを求めたのである。ジョーンズはレーンに対して、「エルドリッジ・クリーヴァーのようにやりたい」と望み、自身の評判が回復した後にアメリカ合衆国に戻るつもりであることを語ったという。1978年9月、レーンはジョーンズタウンの住人達に、ジョーンズの陰謀説を支援することや、ジョーンズがマーティン・ルーサー・キング・ジュニアに匹敵すると語った。レーンは更に、人民寺院に対する告発は「正しくも真実でもない」と、更には「情報機関」による人民寺院への「大いなる陰謀」があるとも述べた。この際、CIAに加えてFBI、果てはアメリカ合衆国郵便公社までもがやり玉に挙げられた。レーンは利害関係のない第三者を自称していたが、実際にはこの様な陰謀論を生み出すために月6,000ドルもの金を受け取っていた。

### ジョーンズの肉体的健康・精神状態の悪化
ジョーンズの健康状態は、ジョーンズタウンで大幅に悪化した。1978年には、ジョーンズは肺感染症の可能性を告知され、信者達に実際に肺癌になったと周知した。これは、明らかに同情を集めることを目的にしたものであり、コミュニティの援助をより強固にするために行われた。ジョーンズは、注射用ジアゼパム、メタクアロン、精神刺激薬、LSD、バルビツレートを乱用していると噂されていた。ジョーンズタウン内で1978年に行われた会議の録音テープは、ジョーンズの身体的健康状態の悪化の証拠となった。この中には、高血圧、小規模な脳卒中、急激な体重減少、一時的な失明、痙攣を訴えるコミューンのリーダーの姿が記録されている。そして、1978年11月初頭には四肢にグロテスクな腫れ物まで現れるようになった。ジョーンズは、しばしば慢性の不眠症を訴えていた。それによれば、彼は3日から4日間一度も休むことが出来なかったとのことである。会議や公的な発表の間、彼のかつてシャープだった語り声は、早口で不明瞭な話し方をしているように聞こえるようになった。言葉が同時に出てきたり、上ずったしゃべり方となった。コミューンの構内放送では、タイプ原稿を読み上げている場合でさえ、一文を最後まで明瞭に読むことが出来ないことがあった。
ライターマンは1978年11月17日にジョーンズタウンでジョーンズに面会しているが、その際、ジョーンズの健康状態の悪化具合に驚かされている。『サンフランシスコ・エグザミナー』紙のために18か月にわたってジョーンズを取材したライターマンは、「彼のどんよりした瞳、爛れたパラノイアと対面し、自分自身を含む1000人近い人々が彼の手の中にあると理解しショックを受けていた」。

## ライアン代表団

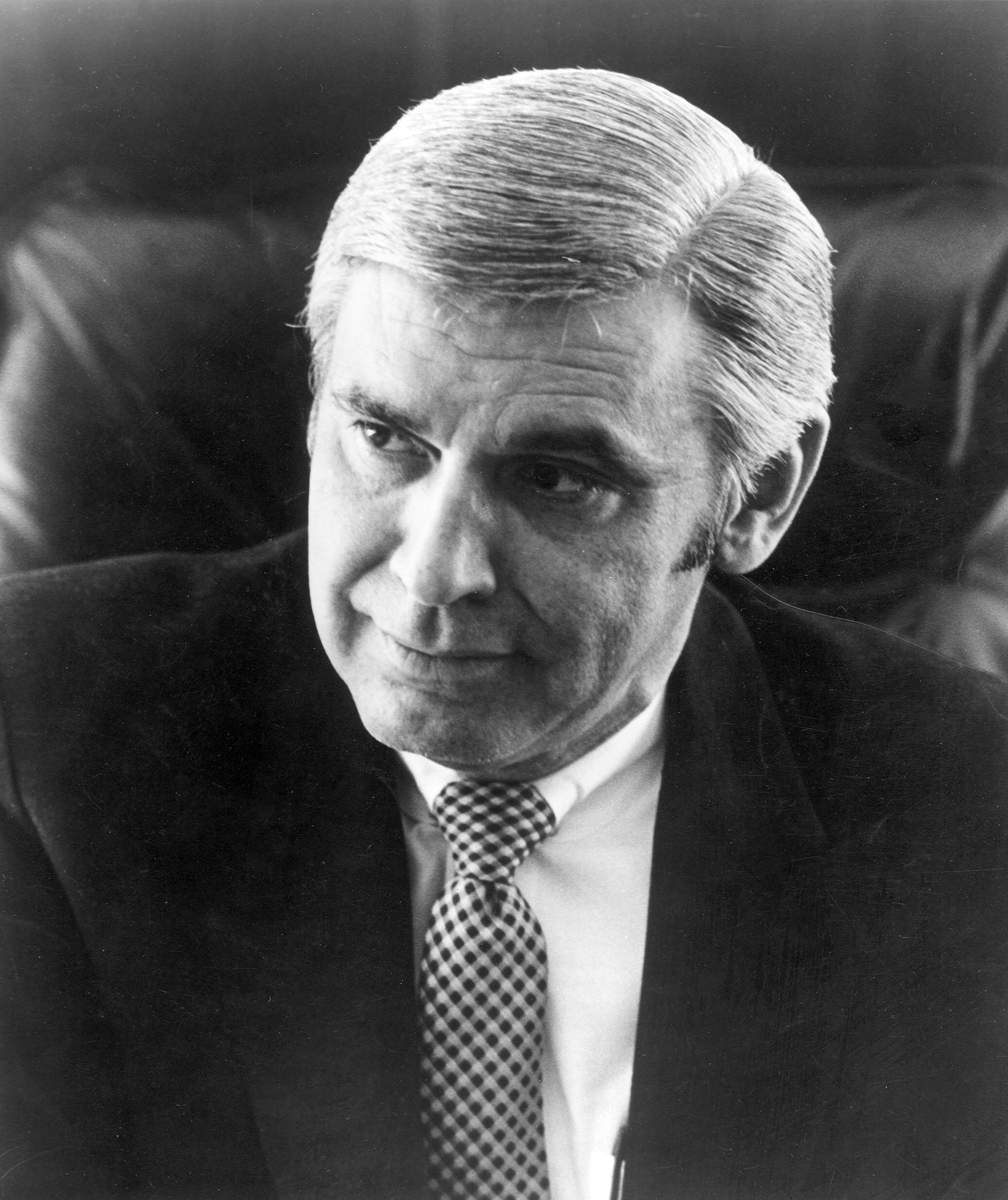
レオ・ライアン

### 最初の調査
レオ・ライアンは、カリフォルニア第11選挙区選出のアメリカ合衆国下院議員であり、ジョーンズタウンに赴くことを表明した。ライアンは、カリフォルニアの人民寺院信者・ボブ・ヒューストンの父親と友人であった。ヒューストンは、1976年10月5日に、鉄道軌道近くで四肢を切断した状態で発見された。この発見の3日前に、ヒューストンは元妻に人民寺院を離れると話し合っており、その音声は録音されていた。それから数か月、ライアンはストーン、レイトン、そして憂慮親族達によって提出された申し立てによって、更に人民寺院の問題へと傾倒するようになった。
11月14日、ライアンは19人の代表団メンバーとともにジョーンズタウンに向かった。
| ライアン代表団                     |                      |                                        |
| 名前                               | 英語名               | 備考                                   |
| レオ・ライアン                     | Leo Ryan             | 代表・アメリカ合衆国下院議員           |
| ジャッキー・スペアー               | Jackie Speier        | ライアンの法律アドバイザー             |
| ネヴィル・アニボーン               | Neville Anniborne    | ガイアナ情報省代表                     |
| リチャード・ドワイヤー             | Richard Dwyer        | 在ガイアナアメリカ大使館副使命         |
| ティム・ライターマン               | Tim Reiterman        | サンフランシスコ・エグザミナーの記者   |
| グレッグ・ロビンソン               | Greg Robinson        | サンフランシスコ・エグザミナーの写真家 |
| ドン・ハリス                       | Don Harris           | NBCの記者                              |
| ボブ・ブラウン                     | Bob Brown            | NBCのカメラ技術者                      |
| スティーヴ・サン                   | Steve Sung           | NBCの音響技術者                        |
| ボブ・フリック                     | Bob Flick            | NBCのプロデューサー                    |
| チャールズ・クルーズ               | Charles Krause       | ワシントン・ポストの記者               |
| ロン・ジャヴァーズ                 | Ron Javers           | サンフランシスコ・クロニクルの記者     |
| ティム・ストーン                   | Tim Stoen            | 憂慮親族代表                           |
| グレース・ストーン                 | Grace Stoen          | 憂慮親族代表                           |
| スティーブ・カツァリス             | Steve Katsaris       | 憂慮親族代表                           |
| アンソニー・カツァリス             | Anthony Katsaris     | 憂慮親族代表                           |
| ビヴァリー・オリヴァー             | Biverly Oliver       | 憂慮親族代表                           |
| ジム・コッブ                       | Jim Cobb             | 憂慮親族代表                           |
| シャーウィン・ハリス               | Sherwin Harris       | 憂慮親族代表                           |
| キャロライン・ヒューストン・ボイド | Carolyn Houston Boyd | 憂慮親族代表                           |

### 訪問

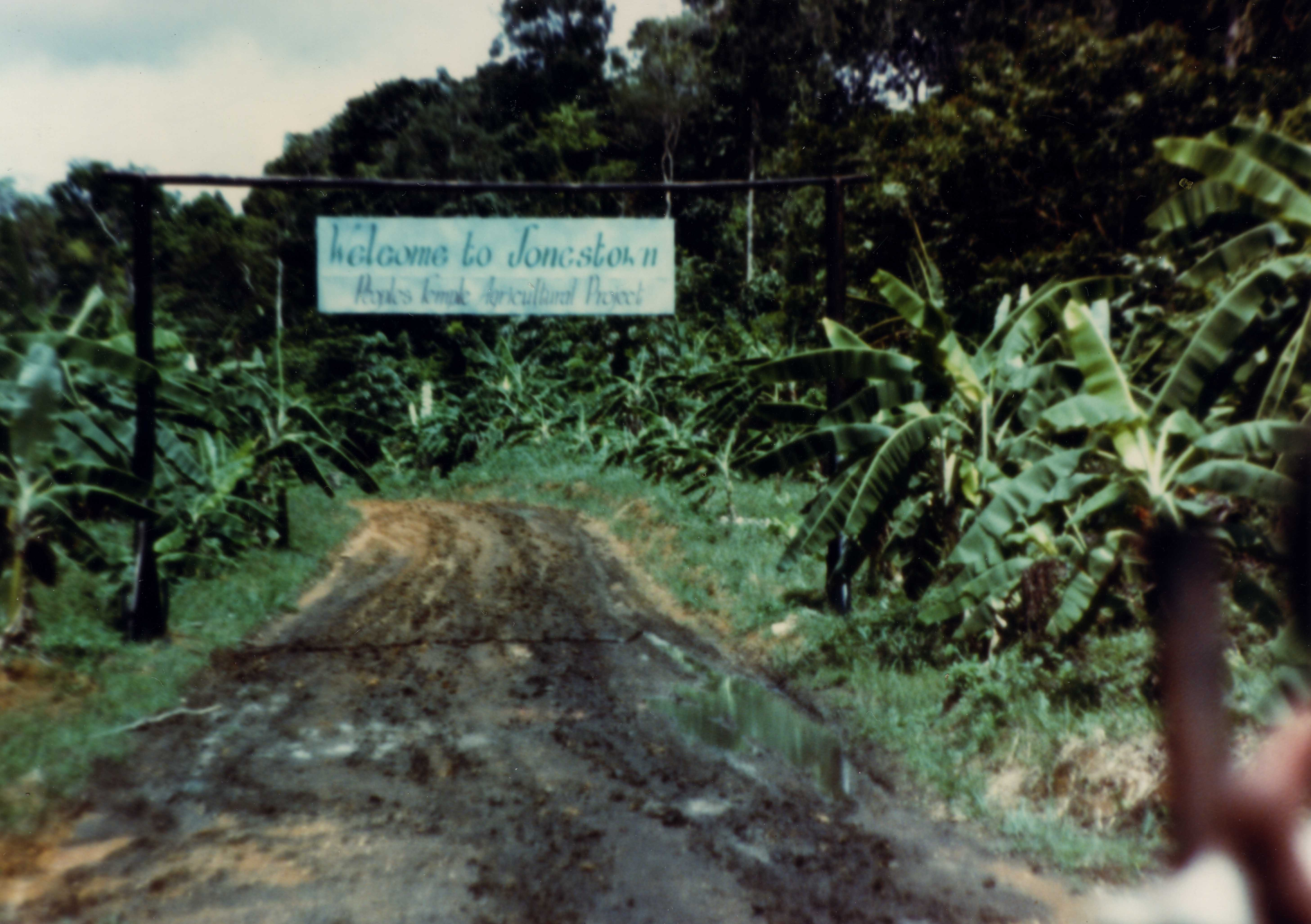
ジョーンズタウンの入口

ライアン代表団が当初ガイアナに到着した際、最初レーンとゲイリーはジョーンズタウンを訪れる事を拒否した。しかしながら、11月17日の朝になって、ジョーンズの意思とは関係なくジョーンズタウンに向かう旨を代表団は通告した。ライアンの一団は、レーンとゲイリーを伴って、数時間の後にはポート・カイトゥマまで空路でやってきた。航空機の人数制限のため、憂慮親族の代表の内、4人のみが代表団とともに搭乗することが許された。
ライアンのほか3人のみが当初ジョーンズタウンへの訪問を許可され、残りのメンバーは日没後に訪問が許可された。その夜、代表団はパビリオンで音楽付きの歓迎会に参加した。代表団は暖かく迎え入れられたが、ジョーンズは瀕死の男のように感じたと言い、マスコミによる攻撃を非難すると同時に政府の陰謀と殉教について怒鳴る様に語ったという。後に、調査員によって発見された音声テープによって明らかになり報告されたことだが、ジョーンズは住民がみな幸福で満足して暮らしているとライアン代表団に信じさせるためにリハーサルを行っていたという。
ヴァーノン・ゴスニーとモニカ・バグビーと名乗る2人の信者がその夜、最初に脱退のための活動を開始した。パビリオンにおいて、ゴスニーはハリスをライアンと間違えてノートを手渡した。そのノートには次のように書かれていた。「親愛なる議員様、ヴァーノン・ゴスニー、モニカ・バグビーより。どうか私たちをジョーンズタウンから助け出してください」
ライアン、スペア―、ドワイヤーとアニボーンは、ジョーンズタウンの中に宿泊したが、残りのメンバーは他の宿泊施設を見つける必要があると伝えられた。そのため、彼らはポート・カイトゥマに戻り、小さなカフェに宿泊することとなった。
11月18日の早朝、11人の教団信者達が危険を察知して、ジョーンズタウンを抜け出してポート・カイトゥマと反対方向にあるマシューズ・リッジへ徒歩で避難した。この離反者達の中には、ジョーンズタウンの安全長官ジョー・ウィルソンの家族も含まれていた。記者や憂慮親族のメンバーが同日にジョーンズタウンに到着した時、マルセリーヌ・ジョーンズは彼らをジョーンズタウンのツアーに案内している。
同日午後、パークスとボグーの家族が義理の家族のクリストファー・オニールとハロルド・コーデルとともに、ジョーンズタウンから連れ出してほしいと、ライアン代表団に依頼した。ジョーンズの養子であるジョニーがジェリー・パークスに脱退者から外れる様に頼んだが、パークスは彼に向かって「とんでもない、共産主義者の収容所にすぎないのに」と言い拒否した。ジョーンズは、ゴスニーとバグビーを含む二家族のジョーンズタウン離脱を許可した。パビリオンでのインタビューの最中、ハリスがゴスニーのノートをジョーンズに手渡した時、ジョーンズは離反者達は嘘をついていて、ジョーンズタウンを滅亡させることを望んでいると語った。
突然の猛烈な暴風雨が始まった後、家族間の感情的な場面が生まれた。ネイティブ・アメリカンの人民寺院信者、アル・サイモンが、2人の子供たちをライアンに引き渡し、アメリカ合衆国に戻る為の事務手続きを行うように願い出た。アルの妻ボニーが、人民寺院のスタッフによって拡声器で呼び出され、大声で夫を非難した。アルはボニーと共にアメリカ合衆国へ戻りたいと弁明したものの、ボニーは彼の言葉に聞く耳など持たなかった。

### ポート・カイトゥマ空港の惨劇
ライアン代表団は大きなダンプドラックに乗ってポートカイトゥマ空港へ向かい始めたが、ライアンとドワイヤーは追加の離反者のためにジョーンズタウンの近くに留まっていた。ダンプトラックがジョーンズタウンを離れる直前に、人民寺院信者のラリー・レイトンが、飛び乗ってきた。離反者の中の数人は、ラリー・レイトンがジョーンズタウンを離れる動機に対する疑念を口にしていた。
ダンプトラックがジョーンズタウンを出発してすぐに、教団信者のドン・"ウラジャ"・スライが、ナイフを握りしめてライアンに掴みかかった。スライは代表団の他のメンバーによって取り押さえられたが、ライアンに怪我は無かった。ドワイヤーは、ライアンにすぐにジョーンズタウンを離れ、スライに対して刑事告発を行うよう強く訴えた。ライアンはそれに同意し、後に刑事告発することを約束した。空港へ向かうトラックは、ライアンへの攻撃を聞きつけた乗客によって止められ、ライアンをも乗せて空港へ向かうことになった。
元々、ライアンの側近たちはガイアナ・エアウェイズが所有する定員19人のDHC-6（ツインオッター）でジョージタウンに戻る予定だった。ジョーンズタウンから離反者達を連れてきたことで、人数が多くなり、追加の飛行機が必要となった。そのため、アメリカ合衆国大使館が2機目の飛行機として、6人乗りのセスナを準備した。代表団は、午後4:30から午後4:45の間に空港に到着したが、飛行機は予定通りには到着していなかった。一行は飛行機が到着する午後5:10頃まで待つほかなかった。そして、2機目の飛行機が到着してから搭乗が始まった。
レイトンは、セスナの乗客として乗り込んでおり、セスナの方が先に飛び立つ予定だった。セスナが、滑走路の一番端に到着した後、レイトンは拳銃を持ち出し乗客を銃撃し始めた。レイトンは、バグビーとゴスニーを負傷させ、デール・パークスをも殺そうとしたが逆に拳銃を奪われた。
その間、より大きなDHC-6に乗客たちが乗り込んだ。人民寺院の自警団・赤い旅団の団員に運転されたトラクターが滑走路に現れ、DHC-6へと近づいた。トラクターにはトレーラーが接続されていた。トラクターがDHC-6の30フィート (9m)程度まで近づき、それとほぼ同時にセスナでの襲撃が始まった。赤い旅団もショットガンや拳銃、ライフルで銃撃を開始した。少なくとも2名の襲撃者が飛行機の周りを囲いながら襲撃を行った。恐らく、9名の襲撃者がいたとされるが、全員の情報は分かっていない。しかし多くの情報源から、ジョー・ウィルソン、トマス・カイス・シニア、ロニー・デニスがその中にいたとされている。
襲撃の最初の数秒は、NBCのカメラマン、ボブ・ブラウンによってENGビデオテープに記録されていた。ブラウンは、ロビンソン、ハリス、人民寺院離反者のパトリシア・パークスとともに襲撃から数分のうちに殺害された。ライアンは、20発を超える銃撃を受け死亡した。スペア―、サン、ドワイヤー、ライターマンとアンソニー・カツァリスはDHC-6の周りの9名の負傷者の中にいた。襲撃の後、セスナ機のパイロットはDHC-6のパイロット、副パイロットとともに、セスナ機をジョージタウンへと飛ばした。機体にダメージを受けたDHC-6と怪我を負ったライアン代表団のメンバーは滑走路に置き去りにされた。

## 集団自殺
空港へ出発する前、ライアンはゲイリーに、ジョーンズタウンは「基本的には良い場所」であったと報告書をまとめるつもりだと語った。ライアンは、彼が聴取を行った60人の関係者の誰しもがジョーンズタウンを離れたくないと語り、14人の離反者もジョーンズタウンの人口に比べれば非常に少ない人数であり、離反者が感じていた拘束感は同調圧力と移動手段が無いことが原因であると述べた。さらに、たとえ900人以上の内200人が退去したいと考えたとしても、「ここが素敵な場所だということには変わりがないだろう」と発言した。ゲイリーの報告にも拘らず、ジョーンズは彼に対して「失敗した」と語った。ゲイリーは、何度もライアンが好意的な報告書を書くだろうとジョーンズに諭したが、ジョーンズは「すべてを失う」と取り合わなかった。
「死のテープ」 (英語: Death Tape)として知られる44分のカセットテープは、この日の夕方、ジョーンズの指示でパビリオンの下で行われた集会の一部を録音したものである。この集会に先立って、側近たちは金属製の大なべに、ブドウ味のフレーバー・エイド（粉末ジュース）に加えて、ジアゼパム、抱水クロラール、シアン化物、プロメタジンを加えた毒物を作り上げた。
集会が行われた時、ライアン代表団がジョージタウンへ空路で戻ることを参照しつつ、ジョーンズは集会の参加者たちに次のように語った。
飛行機に乗っている内1人がパイロットを狙撃すると、私は知っています。私がそれを計画したわけではありませんが、それが起きることを知っているのです。パイロットを襲撃された彼らは、ジャングルへと飛行機でやってきます。私たちの子供を残しておくべきではありません。彼らはパラシュートでここに降り立ってくるのです。
敵対的勢力は捕獲した子供をファシズムに洗脳するとジョーンズが繰り返し述べていたことを受けて、ある信者が次のように述べた。「子供たちを連れ去った奴等は、彼らを自分たちの手先として育て上げるだろう」。
このテープの中で、ジョーンズは人民寺院の信者達に「革命的自殺」を行うように促した。この様な行動は、ジョーンズタウンからの離反者によれば、人民寺院によって以前から計画されており、その理論は、「貴方達は自分の道を選ぶと言って、歴史に名を残すことが出来る。そして、これは資本主義を拒否し、社会主義を支持するという約束でもあるのです。」というものだった。
人民寺院のメンバーであるクリスティン・ミラーは、ソビエト連邦へと飛行機で脱出するよう試みることを主張した。僅か2日前にジョーンズタウンに到着した元セラピストのジム・マッケルヴァンは、ミラーの自殺への抵抗に反対し、ジョーンズの言う自殺という選択肢を支持した。マッケルヴァンは、「素晴らしい日を作ろう」と述べ、後には転生の可能性についても言及している。ジョーンズは、ソビエトへの亡命など不可能だと主張するなど何度かの意見交換がなされたが、他の人民寺院のメンバーによるミラーへの非難という反応によって、ミラーは自分の主張を撤回した。しかしながら、ジョーンズが空港襲撃から帰ってきたメンバーに「議員が殺された」という点について確認したために、ミラーは反対意見を述べるのを辞めた可能性もある。
ライアンを殺害した赤い旅団のメンバーがジョーンズタウンに戻ってきたとき、元ベトナム戦争従軍兵のティム・カーターは、彼らが、疲弊しきった兵士たちの「何かに憑りつかれた様な目」 (1000ヤードの凝視)をしていることを思い出した。ジョーンズの「議員死亡」の確認の後、異議を唱える者は死のテープには現れなかった。この直後、ジョーンズは「とにかく、正しい行動を行ったのは赤い旅団だけだ」、そして「赤い旅団は彼らに正義を知らしめたのだ」と述べた。その後、マッケルヴァンに続いて、他の人民寺院のメンバー数人が、ジョーンズと彼の集団自殺という決断を称えるスピーチを行った。ジョーンズがこれに対して感謝を返すのを止め、早く事態を進めるよう懇願し始めてもなお、スピーチは続いた。
ジョーンズタウンから逃げ出した人民寺院信者、オーデル・ローズによると、最初に毒杯を呷ったのはルーレッタ・ポールと彼女の1歳の赤ん坊であったという。針の取り除かれた注射器が、赤ん坊の口に毒を流し込むために使われた。そして、ポールは別の注射器から毒を自身の口に注入したのである。スタンリー・クレイトンも、同様に最初に自分の赤ん坊に毒を与える母親たちを目撃している。クレイトンの言葉によれば、ジョーンズは人々に毒を呷ることを促しており、成人たちは毒が効果を現し始めると「死への躊躇を見せた」という。
この毒は人々を5分以内に死に追いやった。ローズによれば、毒を飲み干した人々は木製の廊下を通ってパビリオンの外へと案内された。この行動が、もともと白い夜の別のリハーサルとして当初から考えられていたかは定かではない。ローズは、死にかけている子供の傍にいたと報告している。
他の人々が毒の効果で死んでいく様子に応えて、ジョーンズは次のように忠告した。「尊厳を保って死ぬのです。尊厳とともに生を捨てましょう。涙と苦痛とともに捨てるのではありません」と。加えて次のようにも述べている。
私は貴方達に伝えます。私は貴方達がどれ程の叫び声を聴いたのか気にしません。私は貴方達がどれほど苦しみ泣いたのかも気にしません。死はこの人生の10日間よりも100万倍も望ましいものなのです。もし、あなたがこの先に何があるかを知っているなら、もしあなたがこの先に何があるかを知っているなら、あなたは今夜踏み出すことが出来て嬉しくなるでしょう。
ローズは、毒が数名の子供たちの口に注がれたが、パニックや感情的な拒絶は無く、召集された人民寺院信者達はまるで「我を忘れた状態になって」いたかのようであると述べている。この証言は、テープの大部分に遺され、聞くことのできる子供たちの泣き声や叫び声によって否定されている。
ジョーンズは、彼の椅子の隣で2体の死体に挟まれる形で死亡しているのが発見された。彼の頭は、枕に収められていた。彼の死因は左のこめかみへの銃撃によるものであり、ガイアナ検視官チーフのレスリー・ムートゥー博士は、自身で打ち抜いたものとして矛盾ないと述べた。
このジョーンズタウンでの惨劇は、アメリカ合衆国市民が同時に死亡した故殺案件として、2001年9月11日にアメリカ同時多発テロ事件が起こるまでは史上最大のものであった。

### 生還者/目撃者
人民寺院で高位に位置していた3人の生存者は、役割を割り当てられ死から逃れたと語った。ティム・カーターとその弟マイクは、30歳と20歳、そしてマイク・プロークスは31歳で、55万アメリカ・ドルと13万ガイアナ・ドルが収められた荷物、そして封筒を与えられ、それらをジョージタウンのソビエト大使館へ運ぶと語っていた。この封筒には2つのパスポートと3通の依頼状が収められていた。その内最初の一つは、ティモフェイェフに宛てられたもので、以下のような内容であった。
親愛なる同志ティモフェイェフ

この後に続くのは、我々がソビエト社会主義連邦共和国の共産党に我々の全資産を寄付することについてのお願いです。この手紙に同封されたものに、銀行に現金小切手をあなたに送付するように指示するものが含まれています。私は、人民寺院の代理としてこれを行っています。何故なら、私達共産主義者は、私たちの資産を世界中の抑圧された人々を助けるためや、貴方の意思決定機関の良いように使うことを望んでいるのです。
この手紙には銀行口座のリストが含まれており、残高を合計するとソビエト連邦共産党へと送金可能な金額は730万ドルを超えるまでになっていた。プロークスとカーター兄弟はすぐに現金の大半を捨て去り、カイトゥマの人民寺院の船に向かっている際に逮捕された。当てにしていたボートは、数日前に既に出港した後であり、彼らがどの様に150マイル(240km)も離れたジョージタウンへ向かおうとしていたのかは不明である。兄弟は自殺が始まる前に仕事を請け負い、何が起きたのかを理解してすぐにその使命を放棄した。ティム・カーターは、必死になって妻と息子を探そうとしたが、息子はカーターの目の前で毒物による中毒症状で死に、彼の妻は絶望の中で自殺した。この時点でカーターは神経衰弱を発症しており、同様に取り乱していた弟によってジョーンズタウンから連れ出された。
パビリオンでの最後の集会が始まる直前、ゲイリーとレーンは、人々は彼らに怒っていると語られた。この法律家達は、訪問客の宿泊に使用されていた家に案内された。彼らによれば、彼らは2人の武装した警備員を説得して逃げ出し、ジャングルの中を彷徨い、最終的にポート・カイトゥマに到着したという。ジョーンズタウン近くのジャングルで彼らは銃声を聞いたと証言した。この証言は、クレイトンの証言と一致した。クレイトンは、先にジャングルの中に逃亡しており、パスポートを探すためにジョーンズタウンに密かに戻った際に同じような音を聞いたと証言している。ローズは、聴診器を取ってくると称して、建物の下に隠れた。
更に4名の生還者がいた。そのうち、グローヴァー・デイヴィスという79歳の信者は、聴覚障碍ゆえに拡声器による召集の知らせを聞くことが出来ず、溝に寝て、死んだふりをしていた。ヒアシンス・スラッシュという76歳の信者は、何が起こっているかに気付き、彼女のベッドの下に隠れていた。そして、集団自殺が完全に終わってから、ようやく外に出てきたのである。

### 医学的調査
惨劇直後のジョーンズタウンでの最初の調査に参加した医学博士は、ムートゥーただ一人であった。彼は、200名を超える死体を検視し、後にガイアナの検視委員会に少なくとも70を超える死体に注射の痕があったと証言した。しかしながら、その注射が毒物を服毒させるための注射であったのか、それともそれらが死を早めたり、毒物の経口摂取による痙攣による苦痛を軽減させるための「救済」注射であったのかについては、結論が出なかった。ムートゥーとアメリカの病理学者、リン・クルーク博士は、シアン化物が複数の死体に残っていることを同定した。これは、大なべの残留物の解析によって判明し、複数の精神安定剤と共にシアン化カリウムと塩化カリウムが同定されている。
プラスチック製のコップ、フレーバー・エイドのパック、そして針が付いたり付いてなかったりする注射器が死体の転がる範囲に散乱しているのが発見された。ムートゥーは、アーニー・ムーアを傷つけた銃撃は、自分自身では撃つことが出来ないと結論付けた。ただし、ムーアは同時に致死量のシアン化物を摂取していた。
ガイアナの権力者たちは、不自然な死に方をしている場合の検死の申請を先延ばしにした。アメリカ合衆国の医師達は、僅か7体の死体の検死をしたに過ぎなかった。その中には、ジョーンズ、ムーア、ローレンス・シャハト博士、そしてキャロライン・レイトンの死体が含まれていた。ムーアとレイトンは、検死解剖者の中から選ばれた。これには2人の犠牲者の姉妹であるレベッカ・ムーアを含むムーアの家族の希望のために行われた。

### 死亡した住人による書付
マルセリーヌ・ジョーンズの死体の傍でタイプライターで書かれた書付が発見された。この書付の日付は1978年11月18日となっており、マルセリーヌのサインがなされており、ムーアとマリア・カツァリスが証人として署名していた。
私、マルセリーヌ・ジョーンズは私名義の銀行口座の資産をソビエト連邦共産党に贈与します。この上記銀行口座は、バハマ・ナッソーのノヴァ・スコシア銀行の口座です。

どうか、この財産をソビエト連邦へ届けてください。私は、養子のスザンヌ・ジョーンズ・カートメルの手にこの財産が渡ることが無いように強く望んでいます。

この手紙を見つけたどなたか、どうかこの望みを引き受けてください。これは、私と私の夫・ジェームズ・W・ジョーンズの最も大切な願いなのです。
ムーアもまた書付を残していた。その中の一文で次のように残している。「私は今、私自身なぜこんなものを書いているのか分からないほど世界に対して憤慨しています。これを見つけた人は、私が狂っていたかと信じるか、ジョーンズタウンには有刺鉄線などなかったと信じるかのどちらかでしょう。」そして最後の行（「お前たちが私たちに安寧の中で生きることを許さなかったから、我々は死ぬのだ。」）は、別の色のインクで書かれていた。ムーアの書付の中で、この日に起こった惨劇について、他に具体的な言及は無かった。ムーアはまた次のように書いている。「ジョーンズタウン - かつて存在した最も平和で愛に満ち溢れたコミュニティ」加えて、「ジム・ジョーンズ - この楽園を作り上げた人 - 世間で語られていた嘘とはまったく正反対の人です。権力に飢えたサディスティックで下劣な人物で、自分をこともあろうに神だと考えていた、などという嘘とは」とも書き遺している。そして、「彼はレイシズム、性差別、エリート支配、そして主に階級主義を嫌悪していました。それが、彼に人々のための新たな世界 - ジャングルの中の楽園 - を創設させたのです。子供たちはそれを愛していました。他の人達もそうでした。」とも書いている。
キャロライン・レイトンの死体の傍では、レイトンのサインがなされ、カツァリスとムーアが証人として署名した手書きの書付が見つかった。日付は1978年11月18日となっており、次のように書かれていた。「これは私の最後の望みであり最期の言葉です。私は自分の署名がある銀行のすべての資産をソビエト連邦共産党に遺贈します。」

## 死者
11月18日の夕方、ジョージタウンにある人民寺院の事務所では、人民寺院の信者・シャロン・エイモスがジョーンズタウンからの無線通信で、支部への指示を受信した。それによれば、人民寺院の敵に復讐し、革命的自殺をするようにとのことであった。警察が事務所に到着した後、エイモスは彼女の子供、リアン (21歳)、クリスタ (11歳)、そしてマーティン (10歳)を風呂場に連れて行った。キッチンナイフを握りしめ、シャロンはまずクリスタ、それからマーティンを殺害した。それから、リアンがナイフによるシャロン自殺を幇助し、その後でリアンもナイフを使って自殺した。

## 余波

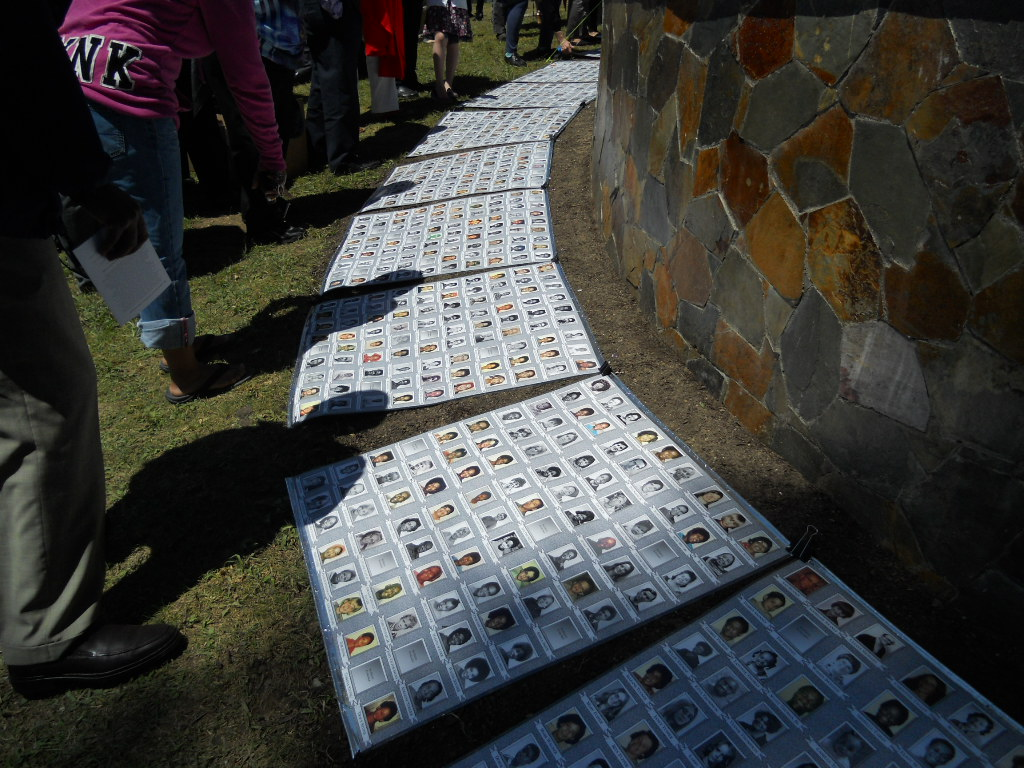
2011年の命日に公開されたジョーンズタウンで死去した人々の写真

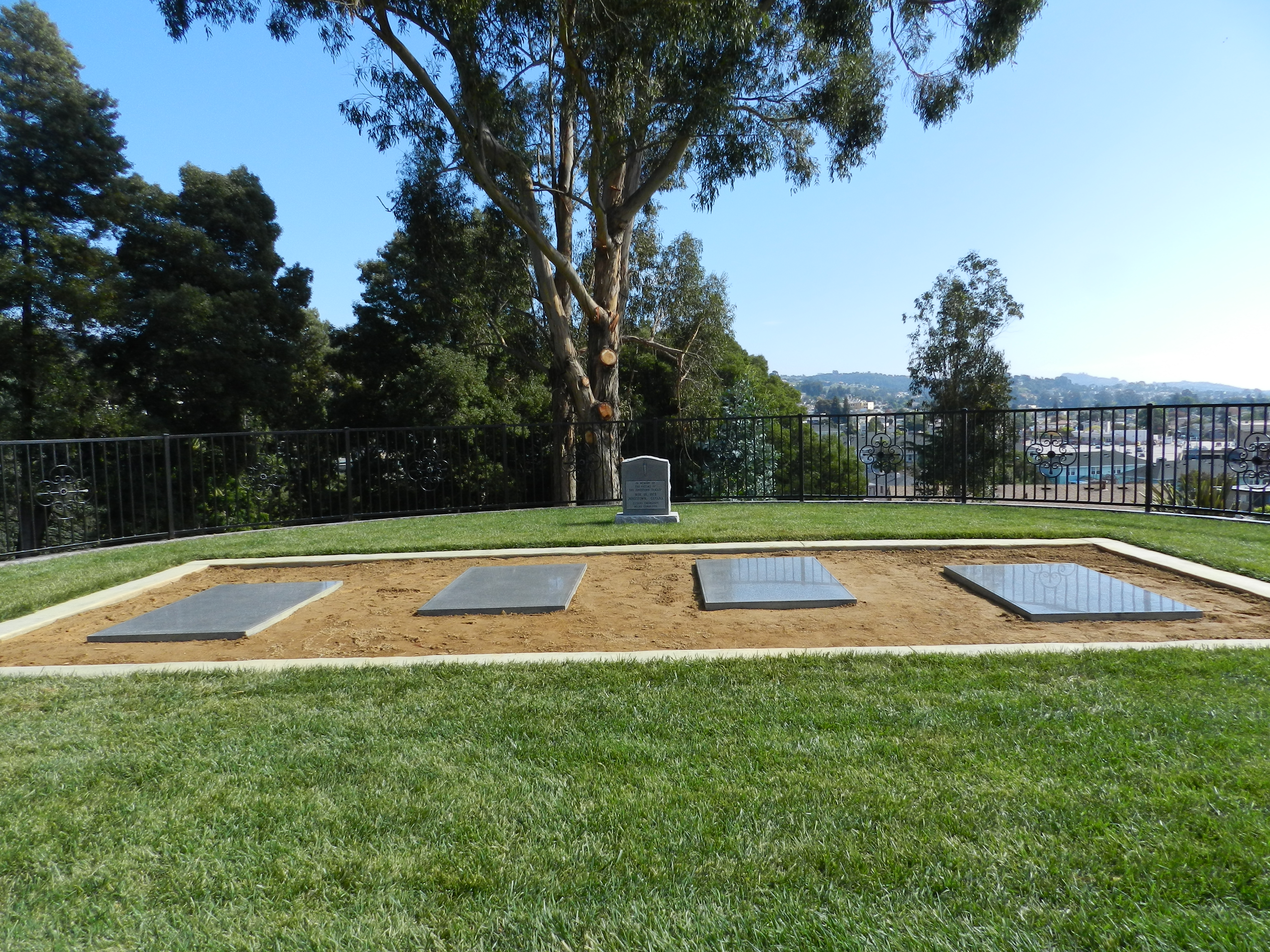
エヴァ―グリーン墓地（カリフォルニア州オークランド）にある共同墓地と記念の額

空港でライターマンは襲撃の後の惨状をカメラに収めた。ドワイヤーは、この状況の中でリーダーシップを発揮し、彼の助言の通りに、レイトンはガイアナの警察に逮捕された。ドワイヤーは、襲撃の最中に臀部に銃弾を受けていた。11人の負傷者たちが集まるまでに数時間の時間が必要だった。彼らのほぼ全員が、その夜をポート・カイトゥマのカフェで過ごした。特に重傷の者たちは、空港滑走路に設営された小さなテントで夜を明かした。
翌朝、ガイアナ政府機が負傷者を救出するために飛来した。パークスとボグーの家族の中で、1人のボーイフレンドを含む10代の5人は人民寺院離反者であるジェラルド・パークスの指示で、近くのジャングルの中で、助けが到着し安全が保障されるまで身を隠していた。その後、このグループは3日間をジャングルの中で過ごし、瀕死の状態となった。ガイアナ軍の兵士たちが最後には彼らを発見した。
ジョーンズタウンを脱出した後、ローズは1978年11月18日の夜にポート・カイトゥマに到着した。その夜、クレイトンはガイアナ地元住民の家に滞在し、翌朝にはポート・カイトゥマへ向かった。プロークスとカーター兄弟はポート・カイトゥマで拘束された。彼らは後にジョージタウンで釈放された。ローズ、クレイトン、ゲイリーとレーンは同じくジョージタウンへと移送された。プロークスはジョーンズタウンの集団自殺から4か月後の1979年3月14日に自殺した。
セスナ機の中で数人の乗客に対して銃撃を行ったラリー・レイトンは、自身が「洗脳」されていたと主張し、当初ガイアナの裁判所で殺人罪に問われなかった。レイトンはアメリカ合衆国においても、ガイアナ領土において行ったゴスニー、バグビー、デール・パークス、そしてセスナ機のパイロットの殺人罪を問うことが出来なかったが、その代わりにアメリカ合衆国下院議員と国際的に保護された人々（ライアンとドワイヤー）の暗殺に対する連邦法を根拠とする裁判が開かれた。彼は、陰謀罪とライアン殺害及びドワイヤー殺害未遂に対する殺人幇助で有罪となった。2002年に仮釈放された彼は、ジョーンズタウンで起きた惨劇で唯一犯罪責任を問われた人物である。
この惨劇は厳重な報道規制がなされ、発生から数か月が経過したのち、その衝撃的な写真が多くの新聞や雑誌を飾ることとなった。タイム誌やニューズウィーク誌では、「死のカルト」 (英語: Cult of death)という見出しもつけられた。1979年2月に行われた世論調査では、アメリカ合衆国民の98%がこの惨劇について認知していた。ジョージ・ギャラップは、「実際の所、ギャラップ世論調査の歴史の中で、これほどまで高い割合でアメリカ合衆国市民に認知されている出来事はほとんどない」と語っている。
大量自殺の後、アメリカ合衆国下院外交委員会が人民寺院への介入が遅れたことでアメリカ国務省を批判し、国務省も自己批判を行った。ガイアナでは野党がこの機会を利用して首相バーナムに対して査問を行い、ジョーンズタウンにおける惨劇の責任があると結論付けて恥をかかせた。
カルトからの脱洗脳を目的とする団体、カルト・アウェアネス・ネットワークが、ジョーンズタウンの惨劇から少しして設立された。暗殺されたライアンの娘、パトリシアも参加したこの団体は、幅広い宗教団体との様々な個人的、社会的、そして法的な戦いに巻き込まれていった。その中には、ファミリー・インターナショナルやサイエントロジー、果てはダヴィード・コレシュのブランチ・ダビディアンまで含まれていた。そしてそこで彼らは、最終的にウェーコ包囲へとつながってしまう、子供たちへの懸念が法的機関に影響を与えていることを知った。財政上の問題と法的な倒産の後、カルト・アウェアネス・ネットワークは1996年に解散した。
この惨劇の規模が大きいことに加え、ジョーンズが社会主義を標榜していたこと、さらに報告されている死亡者数に差異があることや、ジョーンズタウンで起こった惨劇に関連する出来事の説明は不十分だとみなされていること、そして機密文書が存在することをもって、CIAが事件に関与しているという陰謀論を唱える者もいる。一方で、アメリカ合衆国下院諜報活動常任特別委員会は、この惨劇を調査し、ジョーンズタウンにおいてCIAが何らかの関与をしていたという証拠はないと発表した。
400人以上の死体は、カリフォルニア州オークランドにあるエヴァ―グリーン墓地の集団墓地に葬られている。2011年には、この墓地に記念碑が建立された。

## 跡地
ジョーンズタウンの土地は、惨劇後、当初はガイアナ政府によって管理されていたが、現在では荒廃している。1980年代初頭の数年間、ラオスからのモン族難民に対して、再開発することが許可された。建物や土地は、ガイアナの地元住民たちによって略奪されていたが、大量殺人との関連があることから占拠されてはいなかった。建物は、1980年代中盤に発生した火災によって、そのほとんどが壊滅し、その後はその廃墟が崩れゆくままにされ、現在ではジャングルに覆われている。
1998年にアメリカン・ブロードキャスティング・カンパニー (ABC)のニュース番組「20/20」のクルーが跡地を訪れている間、ジム・ジョーンズ・ジュニアが、かつてパビリオンの入り口があった場所の近くの錆びついたドラム缶を発見した。ジョーンズ・ジュニアは、このドラム缶はもともと食事の際に使用されていたもので、白い夜の訓練の際には飲み物を作るために使われていたものであると語った。そして、1978年11月18日の惨劇の際には、ブドウの匂いのする毒物がこのドラム缶に貯められたのだろうとも語っている。
2003年、ジョーンズタウンの後処理に関わった案内人、ジェリー・ゴウヴェイアの助けを得て、惨劇から25年にあたる年の特別番組のために、何らかの未発見の痕跡を求めてテレビ撮影陣が再び跡地を訪れた。跡地は密集する熱帯雨林に覆われていたものの、撮影陣たちは未だに残っているキャッサバ製粉所、トラクターの残骸、発電機、書類戸棚、ジョーンズの家の跡地の近くの横転したトラック、燃料ポンプ、この他にも小さな雑品を次々と発見した。ゴウヴェイアは、撮影チームをかつてパビリオンがあった場所へと案内し、そこで彼らは鉄製ドラム缶や、オルガンを発見した。死体が一度は横たえられたであろうベッドでは、ヒナギクが育っていた。

## 文化的影響
ジョーンズは毒物にフレーバー・エイドを使ったが、この様な飲料は一般的にクール＝エイドと呼ばれていた。そのため、「クール＝エイドを飲む」 (英語: Drinking the Kool-Aid)というフレーズが出来上がった。このフレーズは、批判的な調査無しに、信念や議論または哲学を疑問無く持つ人々やグループによって用いられることになった。
アメリカ人作曲家のフランク・ザッパは、「ジョーンズタウン」（ザ・パーフェクト・ストレンジャー（1984年）収録）と題された楽曲を作曲した。この標題音楽の一曲については、アルバムのライナーノーツにおいて以下の文章が記載されている。「すべての宗教の本質的な部分を呼び起こす退屈で醜い踊り。神からの啓示を受けたと偽る男、かつて子供だった者は、コミューンの飲み物桶に頭を打ち付け、声にならない言葉を発する。「さあ、取りにおいで」」
日本では、さいとう・たかをによる漫画『ゴルゴ13』159話「地獄からの生還者」において、人民寺院の集団自殺が題材に使われた。